# Palau Presidencial de Bissau
El Palau Presidencial de Bissau (portuguès: Palácio Presidencial da Guiné-Bissau, Palácio da República) és la residència oficial del president de Guinea Bissau. L'edifici, originalment seu del governador colonial portuguès de la colònia de Guinea Portuguesa, va ser construït als anys 1930.
Es troba a l'Avinguda Amílcar Cabral, davant de la Praça dos Herois Nacionais, l'antiga Praça do Império, a la ciutat de Bissau.

## Història
L'origen de l'edifici no és clar; segons les fonts, hauria estat construït als anys 1930. L'edifici existent el 1937 era descrit per Rolando Ferreira de Barros el va descriure com a "completament disharmònic". El 1942, Carlos Ramos va elaborar plans per a una reforma que no es va arribar a dur a terme.

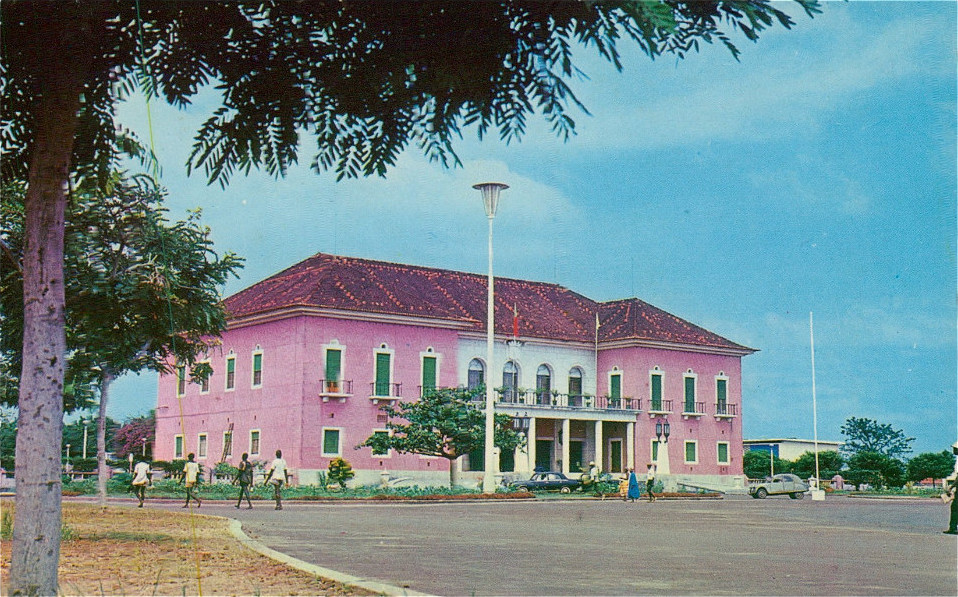
El palau als anys 1960 com a residència del governador colonial.

El 1944, l'estat portuguès va fundar la secció Gabinete de Urbanização Colonial (GUC) dins del Ministeri de les colònies portugueses amb la intenció d'urbanitzar més aquestes colònies i construir-hi edificis elementals. El general Sarmento Rodrigues, nomenat governador de la colònia el 1945, va aprofitar la creació de la secció per promoure l'expansió de les infraestructures a la Guinea Portuguesa i, sobretot, a la capital Bissau. Entre la de molts altres edificis, Sarmento Rodrigues va ordenar la reforma de l'edifici per convertir-lo en la residència oficial del governador colonial. Entre 1945 i 1946 s'hi van dur a terme importants reformes segons els plans dels arquitectes João Aguiar i José Manuel Galhardo Zilhão. Es diu que el "Palau del Governador" va ser inaugurat per Sarmento Rodrigues el 1946, abans del final del seu mandat, amb motiu del 500è aniversari del "descobriment" de la Guinea Portuguesa.

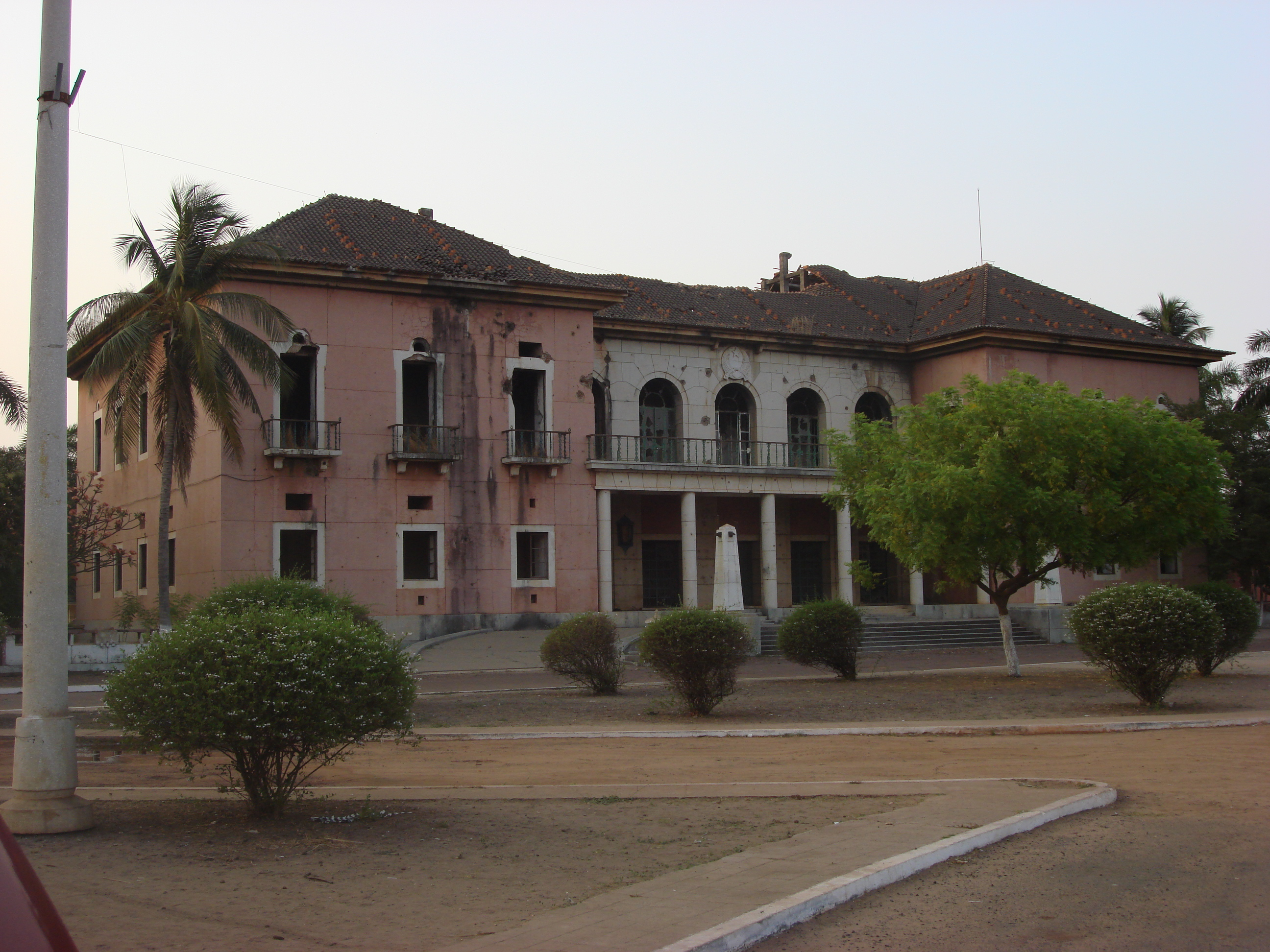
El Palau Presidencial abandonat el 2007.

Amb la independència de la Guinea Portuguesa el 1974, el poder colonial portuguès va abandonar el país. L'antiga residència del governador va ser reconvertida i des de llavors és la residència oficial del president de Guinea Bissau. El 1998, durant la guerra civil, l'exèrcit de Guinea Bissau va bombardejar el Palau Presidencial per forçar el president João Bernardo Vieira a cedir. Tot i l'acord de pau, el Palau Presidencial va romandre buit durant molts anys. Només en el marc d'un acord de cooperació entre Guinea Bissau i la República Popular de la Xina, el palau va ser renovat el 2013. Des de llavors, el palau torna a ser la residència del president.

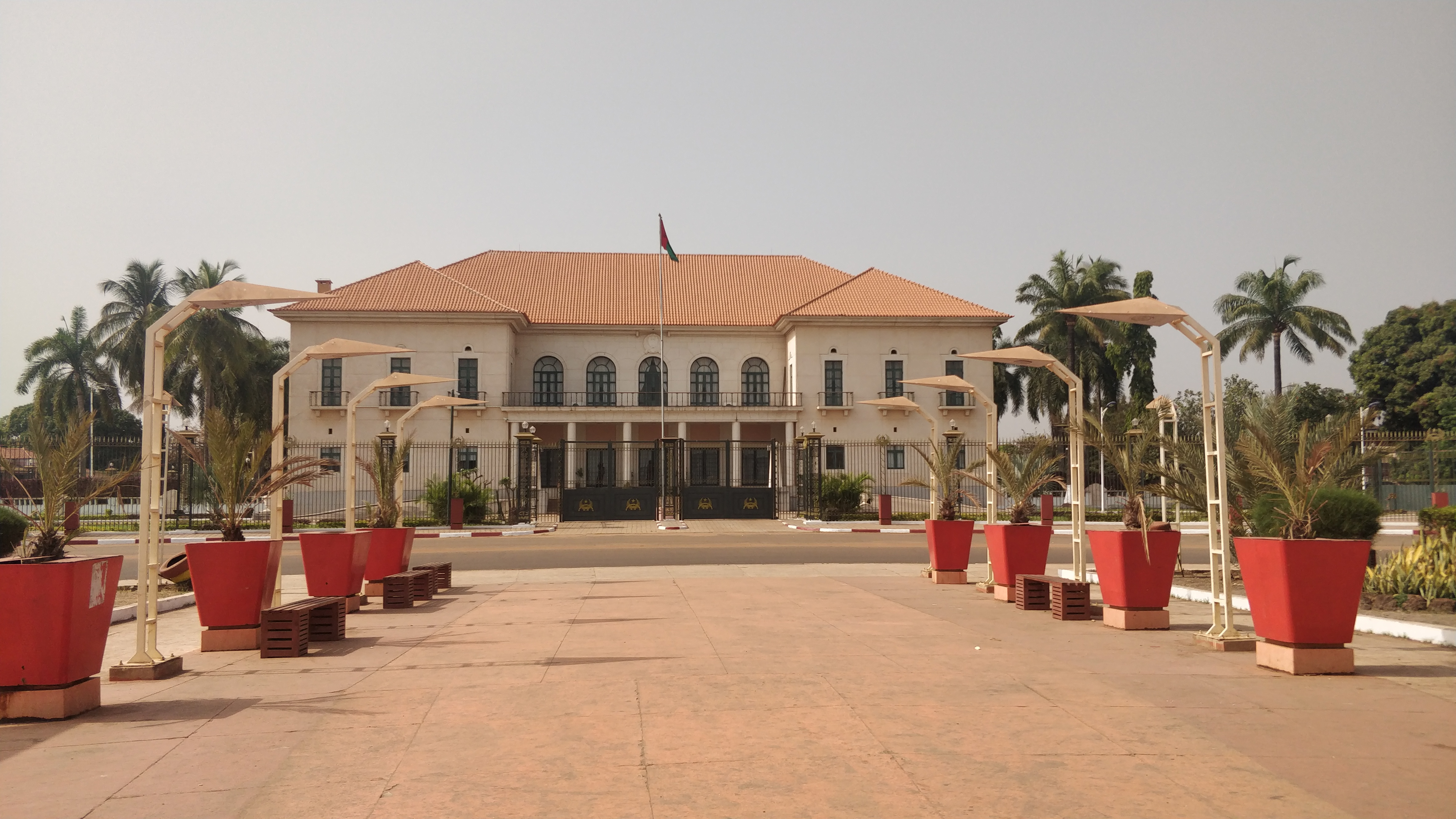
El palau el 2019.

El 2016, arran de les protestes amb llançament de pedres i intervencions policials davant del Palau Presidencial durant la nomenació de Baciro Djá com a primer ministre pel president en funcions José Mário Vaz, l'edifici va ser tancat per primera vegada.
No se sap si el palau està protegit com a monument històric. En la base de dades de monuments portuguesa Sistema de Informação para o Património Arquitectónico (SIPA), que també inclou monuments de les antigues colònies portugueses, l'edifici hi està inscrit amb el número 30431.

## Descripció
La residència oficial seguia l'arquitectura neoclàssica portuguesa dels anys 1940, evident en la clàssica divisió tripartida de l'edifici amb una entrada principal i dues ales laterals. L'entrada principal, accessible per unes poques escales, està flanquejada per dos grans fanals, i sis columnes divideixen l'entrada. A sobre de l'entrada hi ha una galeria. El 1954, la residència oficial va rebre un equipament de fanals addicional dissenyat per l'arquitecte Mário de Oliveiro, i el 1962 una muralla de protecció segons els plans de Júlio Naya.